# 島高松駅
島高松駅（しまたかまつえき）は、長野県松本市大字島内高松にある、東日本旅客鉄道（JR東日本）大糸線の駅である。駅番号は「39」。

## 歴史
- 1926年（大正15年）4月14日：信濃鉄道の駅として開業。旅客営業のみ[3][4][注 1]。開業時は業務委託駅[5]。
- 1937年（昭和12年）6月1日：信濃鉄道が国有化される[6]。
- 1987年（昭和62年）4月1日：国鉄分割民営化に伴い、東日本旅客鉄道（JR東日本）の駅となる[7]。
- 2025年（令和7年）3月15日：ICカード「Suica」の利用が可能となる[8][9]。東京近郊区間に編入される[8]。

## 駅構造
単式ホーム1面1線を有する地上駅である。待合室がある。
松本駅管理の無人駅で、簡易Suica改札機（入出場両用機）と乗車駅証明書発行機が設置されている。

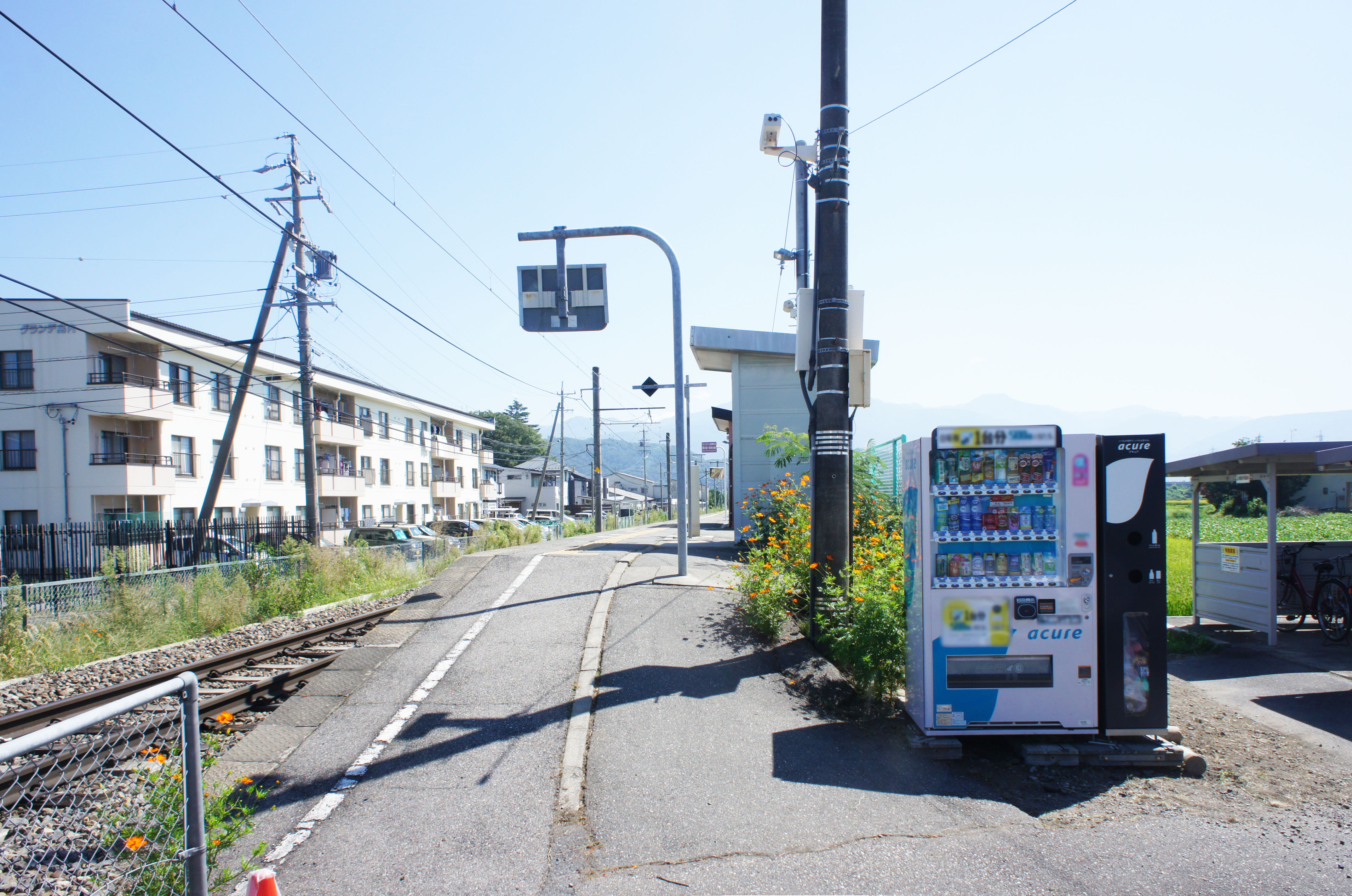
駅出入口（2021年8月）
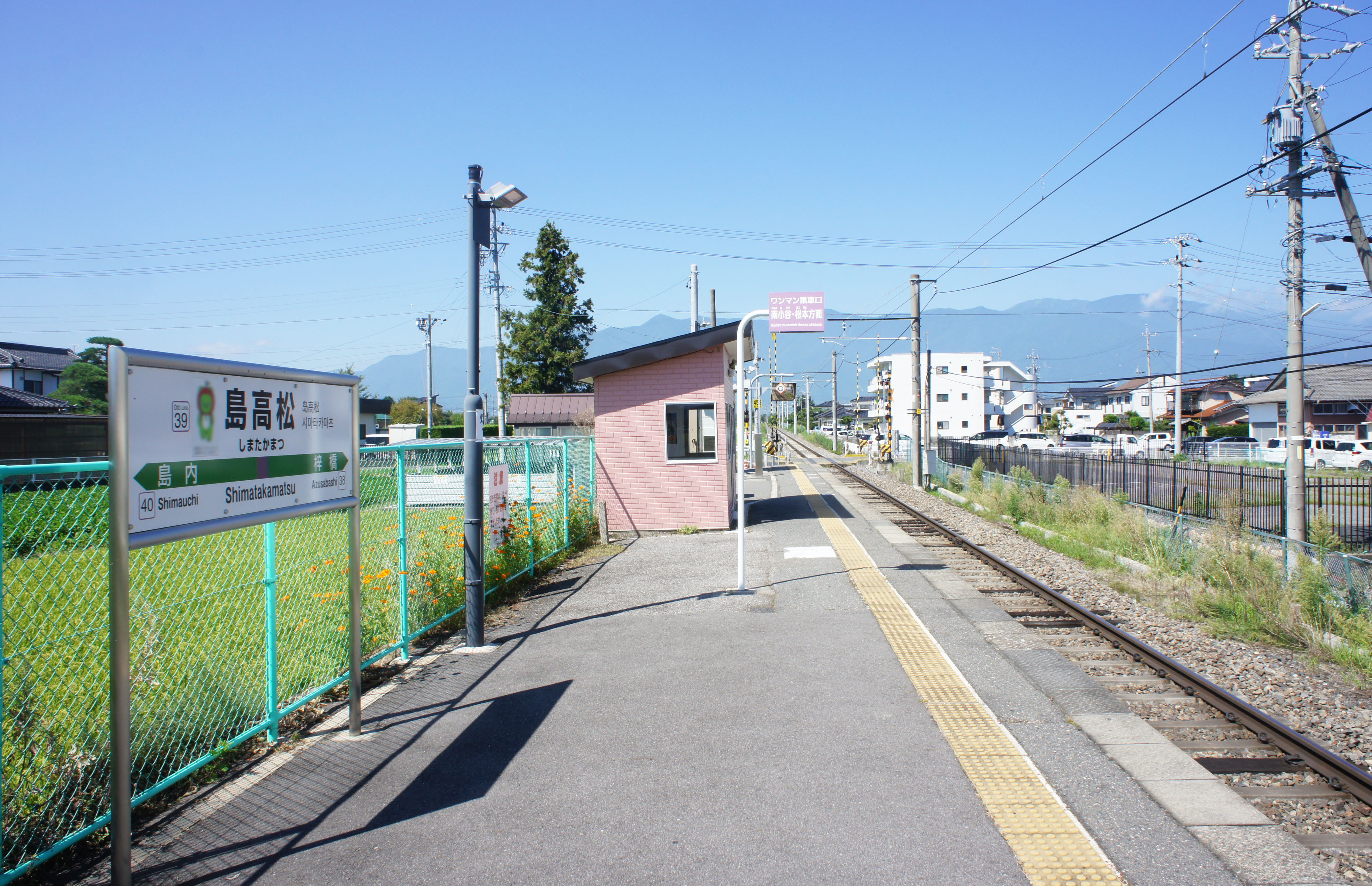
ホーム（2021年8月）

## 利用状況
「長野県統計書」によると、2007年度（平成19年度）、2009年度（平成21年度）- 2011年度（平成23年度）の1日平均乗車人員の推移は以下のとおりであった。
| 乗車人員推移       | 乗車人員推移     | 乗車人員推移 |
| 年度               | 1日平均 乗車人員 | 出典         |
| ------------------ | ---------------- | ------------ |
| 2007年（平成19年） | 249              | [ 1 ]        |
| 2009年（平成21年） | 247              | [ 1 ]        |
| 2010年（平成22年） | 273              | [ 10 ]       |
| 2011年（平成23年） | 274              | [ 11 ]       |

## 駅周辺
- 松本市土木センター
- 島堰
- 松本市西部地域コミュニティバス（地域提携バス）「農協倉庫前」停留所 - 南西に約700 m
  - 小宮会館行き、松本駅アルプス口行き
- とをしや薬局島内店
- 長野自動車道 松本インターチェンジ
- 高松寺
- 長野県松本筑摩高等学校
- 日本浮世絵博物館
- 松本市歴史の里
- 糸魚川街道

## 隣の駅
東日本旅客鉄道（JR東日本）
■大糸線
快速（上り1本のみ運転）・普通 
島内駅 (40) - 島高松駅 (39) - 梓橋駅 (38)